# Andreas Niedrig
Andreas Niedrig (* 12. Oktober 1967 in Recklinghausen) ist ein deutscher Triathlet und Autor.

## Werdegang
Andreas Niedrig besuchte die Realschule bis zur sechsten Klasse und dann die Hauptschule in Oer-Erkenschwick.

Nach dem Abschluss der Hauptschule mit der 9. Klasse begann eine Lehre als Elektroinstallateur, die er jedoch nach vier Monaten abbrach. Als 12-Jähriger rauchte er seinen ersten Joint, dann folgten Speed, Kokain und am Ende Heroin. Er bewarb sich als Zeitsoldat bei der Bundeswehr und besuchte die Bundeswehrfachschule in Köln, die er nach einem Jahr wieder verließ. Danach nahm er einen Job als Lkw-Fahrer an. Mit dem erfolgreichen Ende seiner zweiten Drogentherapie machte er eine Berufsausbildung zum Orthopädiemechaniker.

### Triathlon seit 1993

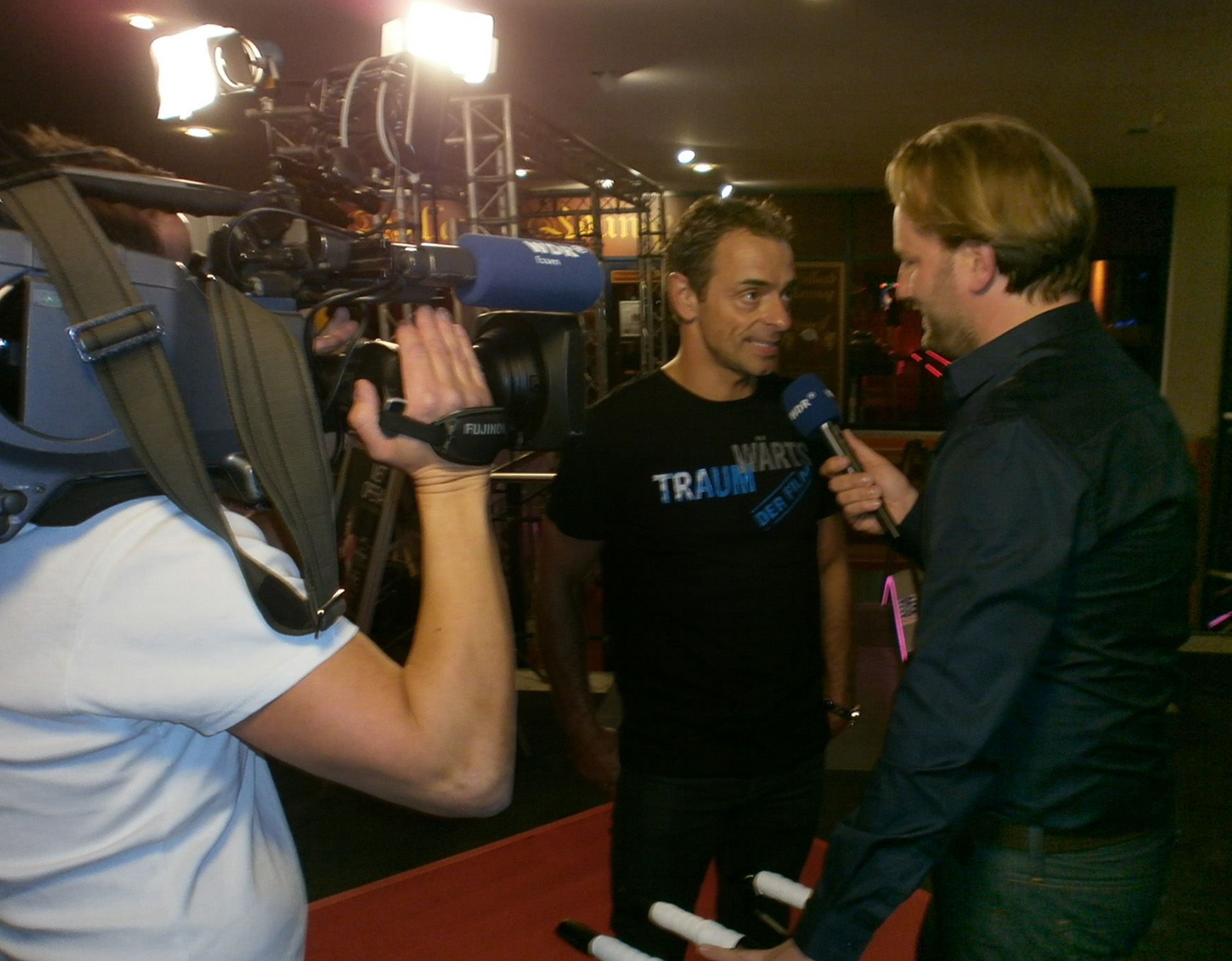
Premiereninterview «Traumwärts» mit dem WDR (November 2013)

Nach seiner Entlassung aus der Therapieklinik in Bad Fredeburg im Februar 1993 begann Andreas Niedrig – motiviert durch seinen bei der Polizei tätigen Vater – mit dem Joggen und drei Monate später lief er seinen ersten Marathon in 2:43 h. Im Oktober 1993 trat er für einen erkrankten Freund mit geliehenem Equipment bei einem Triathlon in Selm an und wurde in einem Starterfeld, in dem Westdeutschlands Spitze vertreten war, überraschender Neunter.
Nach einigen Starts für sein Team „Rückenwind Geckos Dortmund“ in der nordrhein-westfälischen „Kronenliga“ wurde Andreas Niedrig 1996 für die deutsche Nationalmannschaft bei den Europameisterschaften in Ungarn nominiert. 1997 wurde er bei der Langdistanz-Weltmeisterschaft im Rahmen des Triathlon International de Nice Siebter.
Für seinen ersten Ironman fünf Wochen später in Roth hatte Veranstalter Detlef Kühnel dem in der Szene noch weitgehend unbekannten Andreas Niedrig seine in der Anmeldung genannte Zielzeit von 8:20 h nicht abgenommen und zunächst beabsichtigt, ihn in die dritte Startgruppe zu stecken. Letztlich stieg Andreas Niedrig gemeinsam mit dem Vorjahressieger des Ironman Hawaii, Luc van Lierde, mit neuem Streckenrekord als Erster aus dem Wasser und lag die ersten 40 km auf der Radstrecke alleine in Führung. In 8:06:58 h wurde er Fünfter, vor diesem Rennen waren nur drei deutsche Triathleten schneller über die Ironman-Distanz gewesen. Andreas Niedrig wurde später noch dreimal Dritter (1998, 1999 und 2000) und einmal Zweiter (2001) beim Ironman Europe, seine beste Platzierung beim Ironman Hawaii war Platz sieben in 2001.
Seine frühere Drogensucht schilderte Niedrig im Jahr 2000 im Buch Vom Junkie zum Ironman. Das Buch wurde 2008 unter dem Titel Lauf um Dein Leben – Vom Junkie zum Ironman mit Max Riemelt in der Hauptrolle verfilmt.
2010 nahm Niedrig in einem 4er-Team zusammen mit Florian Lechner beim Radrennen Race Across America (RAAM) teil: „Team Arndt“ wurde Achter beim Rennen quer durch die USA über 4835 km. Das Team benötigte 6 Tage, 23 Stunden und 56 Minuten.
Am 6. November 2013 fand in Bochum die offizielle Deutschlandpremiere seines Films Traumwärts statt, eine Dokumentation über das Race Across America. 2011 hatte ein von ihm betreutes Team an diesem Rennen teilgenommen. Andreas Niedrig selbst hatte den Start als Einzelfahrer geplant, musste jedoch auf seinen Start aufgrund einer Verletzung verzichten und den Startplatz an sein Team übergeben.
Im August 2015 wurde der damals 48-Jährige Dritter beim Ironman Copenhagen, nachdem er bis km 22 auf der abschließenden Marathondistanz noch in Führung gelegen hatte. Im August 2016 ging er beim Ironman Vichy letztmals bei einem Ironman-Rennen an den Start und belegte den 26. Rang.
Seinen ursprünglich geplanten Start beim Desert Dash in Namibia im Dezember 2021 sagte Niedrig aufgrund der COVID-19-Situation ab. Im September 2022 gab Niedrig kurzfristig und unbegründet bekannt, auf seinen Startplatz beim Ironman Hawaii im Oktober verzichten zu wollen.
Im September 2023 startete er bei der ersten Ironman-Weltmeisterschaft außerhalb der USA im französischen Nizza. Bei seinem zweiten Start in Nizza nach 1997 musste er auf der Langdistanz das Rennen beim Laufen abbrechen.

### Privates
Er ist seit dem 11. November 1988  verheiratet, hat zwei Kinder  und lebt mit seiner Familie in Oer-Erkenschwick.

Andreas Niedrig ist ein jüngerer Bruder von Cornelia Niedrig (* 1964), der Hauptdarstellerin der Sat.1-Produktion Niedrig und Kuhnt – Kommissare ermitteln. In einer Folge dieser Reihe übernahm Andreas Niedrig eine Nebenrolle.
Seit dem Jahr 2000 arbeitet Niedrig als Referent und Coach an Schulen, Universitäten und in Betrieben und gibt Seminare zum Thema Motivation. Niedrig arbeitet auch als Motivationscoach für eine große deutsche Krankenkasse. Nach dem Ironman Italy erklärte er im September 2023 seinen Rücktritt von der Langdistanz.
Auch sein Sohn Lorenz Niedrig ist als Leichtathlet aktiv und startete 19-jährig bei den Leichtathletik-U20-Europameisterschaften 2017 in Italien.
Im Januar 2024 bestieg Niedrig in einer Gruppe zuerst den Mount Meru und danach den Kilimandscharo in Tansania.

## Sportliche Erfolge
| Datum/Jahr    | Platz | Wettbewerb                 | Austragungsort    | Zeit     | Bemerkung                                            |
| ------------- | ----- | -------------------------- | ----------------- | -------- | ---------------------------------------------------- |
| 7. Mai 2023   | 34    | Siegerland-Cup             | Buschhütten       | 01:53:23 | [ 15 ]                                               |
| 2. Apr. 2023  | 51    | Triathlon de Portocolom    | Portocolom        | 04:30:40 | Mitteldistanz                                        |
| 19. Aug. 2018 | 1     | 1000 Herzen Triathlon      | Essen             | 04:18:39 | Mitteldistanz                                        |
| 13. Mai 2018  | 1     | ELE Triathlon              | Gladbeck          | 01:47:09 |                                                      |
| 2. Aug. 2015  | 5     | Frankfurt-City-Triathlon   | Frankfurt am Main | 02:02:49 |                                                      |
| 14. Juni 2015 | 1     | Aasee-Triathlon            | Bocholt           | 01:55:54 |                                                      |
| 2014          | 4     | Ratingen-Triathlon         | Ratingen          | 01:54:18 | [ 18 ]                                               |
| 31. Aug. 2014 | 1     | Westfalen-Triathlon        | Dortmund          | 01:59:10 |                                                      |
| 16. Aug. 2014 | 3     | Triathlon Hückeswagen      | Hückeswagen       | 04:01:32 | auf der Mitteldistanz hinter dem Sieger Till Schramm |
| Juni 2014     | 1     | IslandMan                  | Norderney         | 01:57:50 | olympische Distanz                                   |
| Juni 2013     | 2     | IslandMan                  | Norderney         |          | olympische Distanz                                   |
| 2012          | 1     | Westfalen-Triathlon        | Dortmund          | 02:01:02 |                                                      |
| 2009          | 1     | Westfalen-Triathlon        | Dortmund          | 01:54:59 | [ 20 ]                                               |
| 2008          | 1     | Westfalen-Triathlon        | Dortmund          | 01:57:35 |                                                      |
| 15. Juni 2008 | 1     | Aasee-Triathlon            | Bocholt           | 01:54:07 |                                                      |
| 2007          | 1     | Westfalen-Triathlon        | Dortmund          | 01:57:54 |                                                      |
| 6. Mai 2007   | 12    | Buschhütten Triathlon      | Buschhütten       | 01:47:56 |                                                      |
| 11. Juni 2006 | 1     | Aasee-Triathlon            | Bocholt           | 01:54:12 | Sieger auf der olympischen Distanz                   |
| 2002          | 1     | Westfalen-Triathlon        | Dortmund          | 02:02:51 |                                                      |
| 21. Juli 2002 | 45    | ITU Triathlon European Cup | Hannover          | 01:47:59 |                                                      |
| 7. Juli 2002  | 1     | Aasee-Triathlon            | Bocholt           | 01:40:38 | Schwimmdistanz verkürzt auf 1.000 Meter              |
| 17. Juni 2001 | 2     | Bonn-Triathlon             | Bonn              |          |                                                      |
| 24. Sep. 2000 | 1     | BalearMan                  | Mallorca          |          |                                                      |
| 13. Aug. 2000 | 2     | Aasee-Triathlon            | Bocholt           | 01:37:53 | Schwimmdistanz verkürzt auf 1.000 Meter              |
| 1999          | 1     | Buschhütten Triathlon      | Buschhütten       |          |                                                      |
| 23. Aug. 1998 | 2     | Aasee-Triathlon            | Bocholt           | 01:46:52 |                                                      |
| 7. Juni 1998  | 2     | Bonn-Triathlon             | Bonn              |          |                                                      |
| 1998          | 1     | Buschhütten Triathlon      | Buschhütten       |          |                                                      |
| 20. Sep. 1997 | 1     | BalearMan                  | Mallorca          |          |                                                      |
| 1997          | 1     | Buschhütten Triathlon      | Buschhütten       |          |                                                      |
| 14. Aug. 1996 | 1     | Aasee-Triathlon            | Bocholt           | 01:48:52 |                                                      |
| 23. Aug. 1995 | 1     | Aasee-Triathlon            | Bocholt           | 01:52:17 |                                                      |

| Datum/Jahr    | Platz | Wettbewerb                                       | Austragungsort | Zeit     | Bemerkung                                                       |
| ------------- | ----- | ------------------------------------------------ | -------------- | -------- | --------------------------------------------------------------- |
| 17. Sep. 2023 | 113   | Ironman Italy                                    | Cervia         | 09:28:16 | 3. Platz AK50                                                   |
| 10. Sep. 2023 | DNF   | Ironman World Championship                       | Nizza          | –        |                                                                 |
| 4. Juni 2023  | 148   | Ironman Hamburg                                  | Hamburg        | 09:26:04 | 1. Platz AK50 - Qualifikation für die Ironman WM in Nizza       |
| 20. Sep. 2019 | 60    | Ironman Mexico                                   | Cozumel        | 09:26:04 | 1. Platz AK50, Qualifikation für den Ironman Hawaii 2022        |
| 18. Aug. 2019 | 61    | Ironman Copenhagen                               | Kopenhagen     | 09:15:24 | 3. Platz AK50                                                   |
| 7. Okt. 2018  | 283   | Ironman Barcelona                                | Calella        | 09:58:12 | [ 24 ]                                                          |
| 28. Aug. 2016 | 26    | Ironman Vichy                                    | Vichy          | 09:02:37 |                                                                 |
| 4. Okt. 2015  | 12    | Ironman Barcelona                                | Calella        | 08:23:28 |                                                                 |
| 23. Aug. 2015 | 3     | Ironman Copenhagen                               | Kopenhagen     | 08:27:37 | in Führung liegend bis km 22 beim Marathon                      |
| 27. Juni 2015 | 32    | ITU Long Distance Triathlon World Championships  | Motala         | 05:45:16 | 1,5 km Schwimmen, 120 km Radfahren und 30 km Laufen             |
| 5. Okt. 2014  | 16    | Ironman Barcelona                                | Calella        | 08:42:10 | bei der Erstaustragung als Ironman                              |
| 20. Juli 2014 | 68    | Challenge Roth                                   | Roth           | 09:24:51 | Deutsche Meisterschaft Triathlon-Langdistanz – mit dem 8. Platz |
| 6. Okt. 2013  | 12    | Challenge Barcelona-Maresme                      | Calella        | 08:38:52 |                                                                 |
| 14. Juli 2013 | 14    | DTU Deutsche Meisterschaft Triathlon Langdistanz | Roth           | 08:48:30 | Deutscher Meister AK45, beim Challenge Roth                     |
| 30. Sep. 2012 | 51    | Challenge Barcelona-Maresme                      | Calella        | 09:55:00 |                                                                 |
| 10. Okt. 2009 | 881   | Ironman Hawaii                                   | Hawaii         | 11:15:35 |                                                                 |
| 30. Aug. 2009 | 8     | Ironman Louisville                               | Louisville     | 09:01:35 |                                                                 |
| 13. Apr. 2008 | 9     | Ironman South Africa                             | Port Elizabeth | 08:46:23 | [ 25 ]                                                          |
| 24. Juni 2007 | 14    | Challenge Roth                                   | Roth           | 08:38:21 | Deutscher Meister AK40                                          |
| 3. Juli 2006  | 44    | Challenge Roth                                   | Roth           | 09:05:13 |                                                                 |
| 9. Nov. 2002  | 2     | Ironman Florida                                  | Panama City    | 08:32:09 |                                                                 |
| 5. Juli 2002  | 4     | Challenge Roth                                   | Roth           | 08:23:13 |                                                                 |
| 6. Okt. 2001  | 7     | Ironman Hawaii                                   | Hawaii         | 08:53:00 |                                                                 |
| 8. Juli 2001  | 2     | Ironman Europe                                   | Roth           | 08:18:36 | Zweiter hinter Lothar Leder                                     |
| 9. Juli 2000  | 3     | Ironman Europe                                   | Roth           | 08:27:41 |                                                                 |
| 6. Nov. 1999  | 8     | Ironman Florida                                  | Panama City    | 09:04:35 |                                                                 |
| 15. Okt. 1999 | 14    | Ironman Hawaii                                   | Hawaii         | 08:44:46 | als schnellster Schwimmer (First out of the water)              |
| 27. Juni 1999 | 3     | Ironman Europe                                   | Roth           | 08:03:54 | persönliche Ironman-Bestzeit                                    |
| 7. März 1999  | 3     | Ironman New Zealand                              | Taupō          | 08:37:05 |                                                                 |
| 12. Juli 1998 | 3     | Ironman Europe                                   | Roth           | 08:13:53 |                                                                 |
| 18. Okt. 1997 | 17    | Ironman Hawaii                                   | Hawaii         | 09:01:51 |                                                                 |
| 13. Juli 1997 | 5     | Ironman Europe                                   | Roth           | 08:06:59 |                                                                 |
| 8. Juni 1997  | 7     | ITU Long Distance Triathlon World Championships  | Nizza          | 05:50:40 | im Rahmen des Triathlon International de Nice                   |

| Datum/Jahr    | Platz | Wettbewerb  | Austragungsort | Zeit     | Bemerkung     |
| ------------- | ----- | ----------- | -------------- | -------- | ------------- |
| 13. Dez. 2020 | 10    | Desert Dash | Namibia        | 17:23:09 | 373 Kilometer |

## Filme
- Lauf um Dein Leben – Vom Junkie zum Ironman bei IMDb (2008)
- Traumwärts – Wohin führt dein Weg bei IMDb (2012)